# Kévin Afougou
Kévin Afougou Jouanneau, abrégé Kévin Afougou, né le 26 janvier 1990 à Aubergenville, est un footballeur français. Il évolue au poste de défenseur central.

## Carrière
Natif d'Aubergenville dans les Yvelines, Kévin Afougou rejoint le Paris Saint-Germain à neuf ans et y effectue toute sa formation. Il est appelé à une reprise en équipe de France des moins de 16 ans en 2005. Il quitte le PSG en 2010 après une saison pleine en CFA, pour rejoindre le Paris FC en National.
Défenseur polyvalent, il peut évolue aux postes de stoppeur gauche et latéral gauche.
Après deux saisons pleines en National, il rejoint La Berrichonne de Châteauroux en Ligue 2.
En janvier 2015, il signe à l'US Orléans pour la fin de saison. À l'été, il rejoint le Stade lavallois pour deux saisons.
Depuis 2019 il est joueur de Thonon-Évian, qui passe du championnat de Régional 1 au National 2 en trois saisons.

## Statistiques
| Saison                | Club                  | Championnat           | Championnat | Championnat | Coupe nationale | Coupe nationale | Coupe de la Ligue | Coupe de la Ligue | Total | Total |
| Saison                | Club                  | Division              | M.          | B.          | M.              | B.              | M.                | B.                | M.    | B.    |
| 2010-2011             | Paris FC              | National              | 33          | 0           | 1               | 0               | -                 | -                 | 34    | 0     |
| 2011-2012             | Paris FC              | National              | 31          | 0           | 1               | 0               | -                 | -                 | 32    | 0     |
| Sous-total            | Sous-total            | Sous-total            | 64          | 0           | 2               | 0               | -                 | -                 | 66    | 0     |
| 2012-2013             | LB Châteauroux        | Ligue 2               | 22          | 0           | 3               | 1               | 1                 | 0                 | 26    | 1     |
| 2013-2014             | LB Châteauroux        | Ligue 2               | 21          | 0           | 0               | 0               | 0                 | 0                 | 21    | 0     |
| Sous-total            | Sous-total            | Sous-total            | 43          | 0           | 3               | 1               | 1                 | 0                 | 47    | 1     |
| 2014-2015             | US Orléans            | Ligue 2               | 11          | 0           | -               | -               | -                 | -                 | 11    | 0     |
| Sous-total            | Sous-total            | Sous-total            | 11          | 0           | -               | -               | -                 | -                 | 11    | 0     |
| 2015-2016             | Stade lavallois       | Ligue 2               | 16          | 2           | 1               | 0               | 2                 | 0                 | 19    | 2     |
| 2016-2017             | Stade lavallois       | Ligue 2               | 34          | 1           | 3               | 1               | 3                 | 0                 | 40    | 2     |
| Sous-total            | Sous-total            | Sous-total            | 50          | 3           | 4               | 1               | 5                 | 0                 | 59    | 4     |
| Total sur la carrière | Total sur la carrière | Total sur la carrière | 168         | 3           | 9               | 2               | 6                 | 0                 | 183   | 5     |

## Palmarès
- Champion de R1 Auvergne-Rhône-Alpes en 2020 avec Thonon-Évian